# Cladoselache
Cladoselache je jedním z nejstarších známých rodů žraloků, který žil v období svrchního devonu. Fosilní nálezy pocházejí ze Severní Ameriky, především z takzvaných Clevelandských břidlic.
Dorůstal délky okolo 180 cm a vzhledem připomínal lamnovité. Měl dvě zdvojené hřbetní ploutve, proudnicový tvar těla mu umožňoval rychlý pohyb. Na bocích měl pět až sedm žaberních štěrbin, nos byl zaoblený a ústa ještě nebyla posunuta na spodní stranu hlavy, takže se nedala otevřít doširoka. Ani jeho tělo nebylo kryto plakoidními šupinami typickými pro moderní žraloky. Obýval pelagiál a živil se menšími rybami a hlavonožci. Největší nebezpečí pro něj představoval vrcholový predátor Dunkleosteus.

## Druhy
- Cladoselache clarkii
- Cladoselache elegans
- Cladoselache fyleri
- Cladoselache kepleri
- Cladoselache magnificus
- Cladoselache mirabilis
- Cladoselache newmani
- Cladoselache pattersoni